# Communauté de communes de La Haye-du-Puits
Die Communauté de communes de La Haye-du-Puits ist ein ehemaliger französischer Gemeindeverband mit der Rechtsform einer Communauté de communes im Département Manche in der Region Normandie. Sie wurde am 10. Dezember 1990 gegründet und umfasste sieben Gemeinden. Der Verwaltungssitz befand sich in der Commune nouvelle La Haye.

## Historische Entwicklung
Mit Wirkung vom 1. Januar 2017 fusionierte der Gemeindeverband mit
- Communauté de communes du Canton de Lessay sowie
- Communauté de communes de Sèves et Taute

und bildete so die Nachfolgeorganisation Communauté de communes Côte Ouest Centre Manche.

## Ehemalige Mitgliedsgemeinden
1. Doville
2. La Haye (Commune nouvelle)
3. Montsenelle (Commune nouvelle)
4. Neufmesnil
5. Saint-Nicolas-de-Pierrepont
6. Saint-Sauveur-de-Pierrepont
7. Varenguebec